# Barbarycze
Barbarycze (biał. Баранава) – wieś na Białorusi, położona w obwodzie grodzieńskim w rejonie grodzieńskim w sielsowiecie Hoża.
W latach 1921–1939 Barbarycze należały do gminy Hoża w ówczesnym województwie białostockim.
Według powszechnego spisu ludności z 1921 roku wieś zamieszkiwało 107 osób, wszystkie były wyznania rzymskokatolickiego. 106 mieszkańców zadeklarował polską przynależność narodową, a 1 inną. Było tu 41 budynków mieszkalnych.